# 마이애미 매너티스
| 마이애미 매너티스 |                                   |
| 디비전            | -                                 |
| 설립연도          | 1995년                            |
| 해체연도          | 1996년                            |
| 역사              | 마이애미 매너티스 (1995년~1996년) |
| 경기장            | -                                 |
| 연고지            | 플로리다주 마이애미               |
| 구단주            | -                                 |
| 단장              | -                                 |
| 감독              | -                                 |
| 디비전 우승       | -                                 |
| 그레이 컵 우승    | -                                 |
| 영구 결번         | -                                 |

마이애미 매너티스(Miami Manatees)는 미국 플로리다주 마이애미를 연고지로 하는 CFL 참가하려고 했지만 팀 사정으로 참가를 포기했다.